# Skakovci
Skakovci (deutsch: Skakofzen, ungarisch: Szécsényfa) ist ein Ort und ein Teil der Gemeinde Cankova in Slowenien. Er liegt in der historischen Region Prekmurje/Übermurgebiet, an der steirischen Grenze.

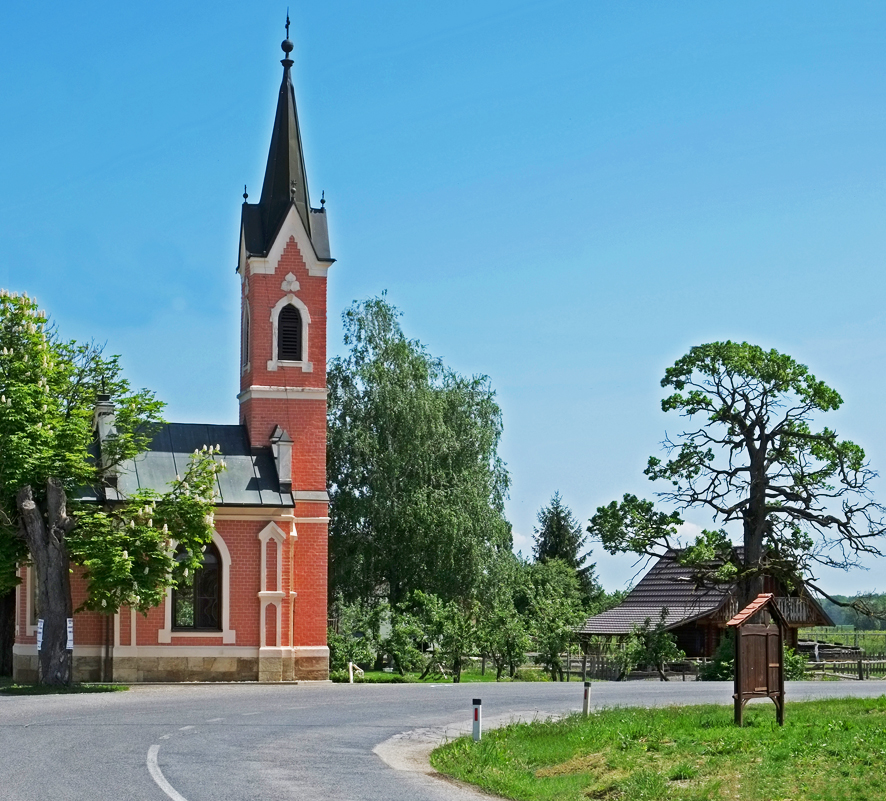
Skakovci: Die Dorfkapelle zur Hl. Dreifaltigkeit (Sv. Trojica)

Skakovci: Das Denkmal für den heimischen Kunstmaler Ludvik Vrečič (1900–1945).

## Geografie
Das Ortsgebiet nimmt den südlichen Bereich der Kommune Cankova ein und liegt zwischen dem Grenzbach Kutschenitza/Kučnica und dem Flüsschen Limbach/Ledava in der weiten Ebene von Ravensko. Die Dorfflur berührt im Westen den Bezirk Südoststeiermark, im Süden das Gemeindegebiet von Tišina und im Osten stößt sie an die Nachbargemeinde Puconci.
Die Dorfgemarkung umfasst eine Fläche von 503 ha (5,03 km²) und besteht überwiegend aus Wiesen und Ackerland. Kleinere Waldstücke liegen im Südwesten des Dorfes und entlang des Baches Dobel, der die Ortsgemarkung durchfließt.
Die Ortschaft Skakovci besteht aus 58 landwirtschaftlichen Anwesen und Wohnhäusern, die sich hauptsächlich entlang der beiden Hauptstraßen reihen. Sie liegt etwa 10 km nordwestlich von Murska Sobota auf einer Meereshöhe von 206 m. i. J. und zählt 217 Einwohner (2002), die in 60 Haushaltungen leben. Die Siedlung gehört zur römisch-katholischen Pfarre Cankova und zur evangelischen Pfarrei Bodonci. Erreichbar ist Skakovci über die beiden Hauptstraßen Nr. 440 und Nr. 715.

## Geschichte
Die Siedlung wird in einer Urkunde vom 25. Dezember 1365 erstmals als „Zomoyanfolua“ erwähnt. Damals gehörte das Dorf zur Grundherrschaft Felsőlendva (Oberlimbach, heute Grad), die im Besitz der ungarischen Magnatenfamilie Széchy war. Kurz darauf, am 26. Januar 1366 wurde der Ort jedoch als „Kupretfalua“ bezeichnet: „villa seu possessio Kupretfalua iuxta fluuium Olsinch de nouo locata“, wobei mit „Olsinch“ auch die Kutschenitza erwähnt wird. Im Jahre 1499 kommt das Dorf dann mit der Ortsbezeichnung „Zthakowcz“ vor.
Bei der vom Bistum Raab/Győr veranlassten Kirchenvisitation, die von Stefan Kazó, dem Archidiakon von Eisenburg/Vasvár, im Gebiet des Tótság im Jahre 1698 durchgeführt wurde, kommt die zur alten Pfarre Tišina gehörige Ortschaft unter den Namen „Skákocz“ und „Szkákocz“ vor. Damals wurden 115 erwachsene Einwohner gezählt, 100 evangelische und 15 katholische.
Im Jahre 1786 erwähnt der Kartograph Korabinsky den Ort „Skakócz“ in seinem Lexikon und nimmt ihn 1804 mit in sein Kartenwerk auf. Im Jahre 1833 beschreibt Thiele das Dorf in seinem Werk über das Königreich Ungarn: Szkakocz, slawisches Dorf, mit 30 Häusern und 218 meist römisch-katholischen Einwohnern, Filiale von Hideg-kut, Weinbau, viel Wieswachs und Weide, Wald, gehört zur Herrschaft Felsö-Lendva. 1 Stunde von Radkersburg am Bache Kutsincza und der steirischen Grenze.
Auch im Geographischen Lexikon des Königreichs Ungarn von 1858 wird der Ort erwähnt: Skakocz (Szkakócz), wendisches Dorf, im Verwaltungsgebiet Oedenburg, Komitat Eisenburg, Bezirk Olsnitz, mit 183 katholischen und 35 evangelischen Einwohner.
Im Jahre 1890 wurde das Dorf amtlich Szécsényfa bezeichnet und hatte 360 Einwohner, davon bekannten sich 350 als Slowenen, 8 als Deutsche, eine Person bezeichnete sich als Ungar und eine gab eine andere Ethnie an. Im Jahre 1910 zählte der Ort 349 Einwohner, als Umgangssprache gaben damals an: 316 slowenisch, 32 ungarisch und 1 deutsch. Die Ortschaft gehörte bis zum Zerfall der Österreichisch-Ungarischen Monarchie zum Stuhlbezirk Muraszombat der Eisenburger Gespanschaft.
Der Vertrag von Trianon schlug das Dorf dem Königreich Jugoslawien zu. Für den nun amtlich „Skakovci“ genannten Ort wurden bei der ersten jugoslawischen Volkszählung am 31. Januar 1921 folgende Daten ermittelt: 376 Einwohner mit slowenischer Muttersprache, 294 Personen bekannten sich zum katholischen und 82 zum evangelischen Glauben. Im Jahre 1937 bestand der Ort aus 63 Häusern und hatte 339 Einwohner, die sich auf 60 Haushaltungen verteilten.
Während des Zweiten Weltkrieges stand das Übermurgebiet ab 16. April 1941 bis Kriegsende unter ungarischer Verwaltung und Skakovci musste seinen Ortsnamen wieder in Szécsényfa abändern. Im Jahre 1948 hatte der Ort 298 Einwohner, 1953 waren es 319 und für 1961 wurden 322 genannt. 1971 zählte die Ortschaft 68 Häuser und 303 Einwohner bei 71 Haushaltungen, 241 Personen lebten damals ausschließlich durch Einkünfte aus der Landwirtschaft.

## Persönlichkeiten des Ortes
- Ludvik (Ljudevit) Vrečič, auch Lajos Vrecsics (1900–1945), Kunstmaler.